# Saint Mark's College
Il Saint Mark's College è un'università di indirizzo cattolico con sede a Vancouver, nella Columbia Britannica, Canada.
Fu fondato nel 1956 dai Preti di San Basilio e fu affiliata alla University of British Columbia. Il primo presidente laico fu eletto nel 2005.